# Run (песня OneRepublic)
«Run» — песня американской группы OneRepublic с их пятого студийного альбома Human . Он был выпущен как пятый сингл с этого альбома на лейбле Interscope Records 5 мая 2021 года. Он был написан и спродюсирован фронтменом Райаном Теддером в соавторстве с басистом Брентом Катцлом, Джоном Натаниэлем и Тайлером Спрай.

## Клип
Музыкальное видео, сопровождающее выпуск "Run", было впервые выпущено на YouTube 5 мая 2021 года и показывает, как Теддер танцует и пробирается через различные съемочные площадки.

## Описание
Песня была написана и спродюсирована Райаном Теддером, Брентом Катцлом, Тайлером Спрай и Джоном Натаниэлем и включает оптимистичные звуки и свистящее вступление.

## Отслеживание
1.Run 2:48 
1.Run (Latin Version) (with Mariah Angeliq) 2:16 
1.Run (Jacaranda Remix) 2:39
1.Run (Collins Remix) 2:50 
1.Run (Acoustic) 2:49